# Escaleras rotas
Escaleras rotas es un concepto que se refiere a las interrupciones en las trayectorias de la vida laboral de las mujeres. Es una de las tres categorías  que ha identificado la ONU para explicar la brecha salarial y porqué no es igual el salario que perciben un varón hombre y una mujer por el mismo trabajo y los varones ganan más. Se trata de  uno de los diferentes escenarios de empoderamiento económico de las mujeres.  Fundamentalmente, se refiere a las mujeres que están tratando de subir la escalera laboral pero luego de ser madres revierten su vida o no logran avanzar. Describe los obstáculos de la mujer en el ámbito laboral. Las escaleras rotas aparecen en mujeres con educación secundaria y niveles intermedios de empoderamiento económico que padecen dificultades para conciliar su trabajo fuera de casa con su trabajo doméstico y el trabajo de cuidado de los hijos.

## Concepto
Las escaleras rotas es un concepto que hace referencia a  las interrupciones en las trayectorias laborales de las mujeres.  Fundamentalmente, se refiere a las mujeres que están tratando de subir la escalera laboral luego de ser madres revierten su vida o no logran avanzar. Es una de las causas de la disparidad de sueldos entre varones y mujeres. La escalera rota da cuenta de las interrupciones en la trayectoria laboral de la mujer. Describen de manera gráfica  los obstáculos de la mujer en el ámbito laboral.
Se debe a los obstáculos para la permanencia en sus puestos de trabajo y en el mercado laboral. Las dificultades para tener acceso pleno a los derechos reproductivos dificulta las posibilidades de las mujeres para sostener su trayectorias laboral porque al llegar los hijos son las madres y no los padres quienes deben dejar de trabajar para cuidar a su prole.
Las mujeres con educación y de hogares de ingresos intermedios se encuentran solas frente a las responsabilidades de cuidado de sus hijos, cuidar de las personas mayores, lavar, planchar, cocinar, hacer las compras, por eso son las más volátiles a los cambios del mercado, como consecuencia de la falta de redes familiares, estatales y del mercado laboral. Este escenario es lo que se llama escaleras rotas, porque esta situación les impide seguir avanzando en sus carreras. 
Las escaleras rotas aparecen en mujeres con educación secundaria y niveles intermedios de empoderamiento económico que padecen dificultades para conciliar su trabajo fuera de casa con su trabajo doméstico y el cuidado de los hijos. Ellas tienen ganancias inestables, son más vulnerables a los cambios. Esto se debe a que son las mujeres son quienes realizan, de manera desproporcionada, el  trabajo doméstico y de cuidados no remunerado.  Las mujeres hacen el doble del trabajo no remunerado de cuidado que los varones. Esta carga desproporcionada de cuidado de los hijos y el trabajo doméstico no remunerado que recae en las mujeres de todos los niveles sociales, y no en los varones, se manifiesta en la  diferencia salarial de género, en la feminización de la pobreza, en la feminización del hambre, y generan la escalera rota, que hace que las mujeres no puedan avanzar significativamente en sus trayectoria laborales o profesionales, ya que ocurre en todas las clases sociales. La escalera rota es una metáfora de las dificultades que encuentran las mujeres hacia su empoderamiento económico y su realización personal laboral.
El informe Progreso de las mujeres en América Latina y el Caribe 2017 definió las estrategias para vencer el techo de cristal y las escaleras rotas en la vida laboral de las mujeres:

1. Reconocer, reducir y redistribuir el trabajo doméstico y de cuidados no remunerado.
2. Avanzar en la construcción de sistemas de protección social universal con enfoque de género.
3. Crear más y mejores empleos y transformar el trabajo en favor de los derechos de las mujeres.
4. Fomentar relaciones de familia igualitarias que reconozcan la diversidad de los hogares en la región y los derechos y deberes de las partes.
5. Crear las condiciones para el goce efectivo de los derechos sexuales y reproductivos de las mujeres.
6. Contener los efectos adversos de la desaceleración económica en la igualdad de género.

Esto podría mejorar si  los varones tuvieran mayor participación en el cuidado y la crianza de sus hijos.
La OIT recomienda implementar políticas de recursos humanos sensibles al género, respecto a la conciliación del trabajo y la familia, corresponsabilidad parental equitativa entre paternidad y maternidad, horarios flexibles y licencias extendidas.